# Don Gauf
Donald Valentine Gauf, detto Don (Edmonton, 1º gennaio 1927 – Edmonton, 11 ottobre 2014), è stato un hockeista su ghiaccio canadese.

## Palmarès

### Olimpiadi invernali
- Oro a Oslo 1952 nell'hockey su ghiaccio.

### Mondiali
- Oro a Londra 1950.